# Incasemidalis chilensis
Incasemidalis chilensis är en insektsart som beskrevs av Meinander 1990. Incasemidalis chilensis ingår i släktet Incasemidalis och familjen vaxsländor. Inga underarter finns listade i Catalogue of Life.